# Veronika Sančez
Veronika Sančez Kalderon (šp. Verónica Sánchez Calderón; Sevilja, 1. jul 1977) je španska glumica.

## Biografija
Sevilju je napustila zbog studija u Madridu na Fakultetu Dramskih Umetnosti.Tokom studija imala je nekoliko sporednih uloga u manjim pozorišnim predstavama, među kojima je i uloga u jednoj predstavi rađenoj po romanu Federika Garsije Lorke.

## Karijera
Prvi put se pojavila na velikom platnu u filmu “Al sur de Granada” (Južno od Granade), u kome je tumačila glavnu ulogu. U ovom filmu se takođe pojavljuje i Antonio Resines, koji će zajedno sa njom glumiti u seriji “Seranovi”(шп. "Los Serrano"). Nakon ovog filma usledila je uloga Eve u TV seriji Seranovi(шп. "Los Serrano").
Uloga u toj seriji joj je donela najveću popularnost.
Tokom serije i nakon što je napustila, Veronika je radila na nekoliko filmova.Tokom 2006. radila je drugu seriju u karijeri - “Genesis, enla mente del asesino”, gde je glumila u prvoj sezoni, odnosno u 9 epizoda. Serija je bila poprilično zapažena u Španiji. 2006. je takođe snimila film “Mia Sarah”, koji je bio najavljivan kao začetnik novog pravca u španskoj kinematografiji. Film je postigao solidan komercijalni uspeh, ali je opšti utisak bio da film nije u potpunosti ispunio očekivanja.
Ipak, njen najuspešniji projekat u skorije vreme je film “Las 13 rosas” odnosno “13 ruža”, koji je najavljen kao španski filmski spektakl. Film govori o ugnjetavanju 13 žena za vreme građanskog rata u Španiji. 

### Filmovi
| godina | film                   | režiser                |
| ------ | ---------------------- | ---------------------- |
| 2007   | Zenitram               | Luis Barone            |
| 2007   | Trece Rosas            | Emilio Martínez Lázaro |
| 2006   | Mia Sarah              | Gustavo Ron            |
| 2005   | Los 2 lados de la cama | Emilio Martínez Lázaro |
| 2005   | Camarón                | Jaime Chávarri         |
| 2005   | El Calentito           | Chus Gutiérrez         |
| 2004   | El año de la garrapata | Jorge Coira            |
| 2004   | Mirados                | Julio Fraga            |
| 2003   | Al sur de Granada      | Fernando Colomo        |

### Televizija
- Los Serrano
- Génesis: en la mente del asesino
- Regulare Gente

### Pozorište
- Un espíritu burlón de Noel Coward (1996)
- Tierra (1997)
- Lorca a escena (1998)
- El zapatito mágico (1999)
- Fin (1999)
- Don Juan en los ruedos de Salvador Távora (2001)
- Bodas de sangre

## Nagrade
- Nagrada Goja

| godina | kategorija                                                | film              | rezultat   |
| ------ | --------------------------------------------------------- | ----------------- | ---------- |
| 2005   | Premio Goya a la mejor interpretación femenina de reparto | Camarón           | Nominovana |
| 2003   | Premio Goya a la mejor actriz revelación                  | Al sur de Granada | Nominovana |

- Ostale

| godina | kategorija                                                                            | film              | Rezultat   |
| ------ | ------------------------------------------------------------------------------------- | ----------------- | ---------- |
| 2007   | Premios del Círculo de Escritores Cinematográficos a la mejor interpretación femenina | Mia Sarah         | Nominovana |
| 2006   | Premio Fotogramas de Plata a la mejor actriz de televisión                            | Los Serrano       | Nominovana |
| 2003   | Premio ACE a la mejor interpretación femenina                                         | Al sur de Granada | Nominovana |
| 2003   | Premio de la Unión de Actores a la mejor actriz revelación                            | Al sur de Granada | Nominovana |

## Spoljašnje veze
- Veronika Sančez na sajtu  (jezik: engleski)